# Manfred Padberg
Manfred Wilhelm Padberg (* 10. Oktober 1941 in Bottrop; † 12. Mai 2014) war ein deutscher Mathematiker, der sich mit linearer und kombinatorischer Optimierung beschäftigte.

## Leben
Padberg wuchs in Zagreb und Westfalen auf (Vlotho, Dülmen, Olsberg, Brilon, Beckum). Ab 1961 studierte er Mathematik an der Westfälischen Wilhelms-Universität in Münster, wo er 1967 sein Diplom machte. 1967/68 war er wissenschaftlicher Assistent an der Universität Mannheim. Ab September 1968 studierte er an der Carnegie-Mellon University, wo er einen Master-Abschluss und seinen Doktor (1971) in Betriebswirtschaft („Industrial Administration“) machte. Danach war er 1971 bis 1974 am Wissenschaftszentrum Berlin. Ab 1974 war er Associate Professor und ab 1978 Professor für Operations Research an der New York University. Seit 1988 ist er dort Research Professor und ab 2002 Professor emeritus. Er war unter anderem Gastwissenschaftler und Gastprofessor an der Universität Bonn, beim IBM-Forschungszentrum in Yorktown Heights, der State University of New York at Stony Brook, in Köln, Pisa, Rom, Augsburg, Münster, Grenoble, Carnegie-Mellon University, École polytechnique in Paris, der INRIA (Institut national de recherche en informatique et automatique) in Rocqencourt, „European Institute for Advanced Studies in Management“ (EIASM) in Brüssel, dem „Center for Operations Research and Econometrics“ (CORE) in Louvain-la-Neuve, dem „Istituto di Analisi dei Sistemi ed Informatica“ (IASI) in Rom.
Er ist für seine Arbeiten über lineare und kombinatorische Optimierung (sowohl theoretisch als auch algorithmisch) bekannt, unter anderem für Branch-and-Cut-Verfahren beim Problem des Handlungsreisenden. Er arbeitete auch über Rucksackprobleme, Packungsprobleme. Zuletzt lebte er in Paris und Marseille.

## Preise und Ehrungen
- 1983: Frederick-W.-Lanchester-Preis[3]
- 1985: George-B.-Dantzig-Preis
- 1989: Alexander von Humboldt Senior US Scientist Research Award
- 2000: John-von-Neumann-Theorie-Preis
- 2002: Fellows Award von INFORMS